# Wilhelm Steinhauer
Wilhelm Steinhauer (* 22. Juni 1842 in Obermühle bei Köslin; † 1. Juni 1906 in Pölitz) war Landwirt und Mitglied des Deutschen Reichstags.

## Leben
Steinhauer besuchte die Bürgerschule in Köslin und widmete sich der Landwirtschaft. Er trat mit 18 Jahren beim 2. Garde-Ulanen-Regiment als 3-jährig Freiwilliger ein und wurde zu den Kriegen 1866 und 1870 eingezogen. 1868 übernahm er den Bauernhof Obermühle als selbstständiger Landwirt. Weiter war er Mitbegründer des Bauernvereins Nordost und 1. Vorsitzender desselben.
Von 1898 bis 1903 war er Mitglied des Deutschen Reichstags für den Wahlkreis Köslin 2 (Bütow, Rummelsburg, Schlawe) und die Freisinnige Vereinigung.